# Milada Vavřínová
Milada Vavřínová (14. prosince 1918 Česká Třebová – 10. srpna 2001 Ústí nad Labem) byla první doktorka geologie v Československu, pracovnice Ústředního ústavu geologického a spolupracovnice Okresního muzea v Ústí nad Labem.

## Život
Narodila se do železničářské rodiny a byla vychovávána k lásce k přírodě. Absolvovala reálné gymnázium v rodném městě a jako první žena v Československu se v roce 1937 zapsala do studijního oboru geologie na Přírodovědecké fakultě Univerzity Karlovy v Praze. Její studium však přerušilo uzavření českých vysokých škol, a tak začala pracovat v Ústředním ústavu geologickém, kde měla za úkol pořídit soupis lomů, pískoven a cihelen v okresech Žamberk, Říčany, Tábor, Ledeč, Třebíč a Skuteč. V téže době sestavila i rejstřík k učebnici Všeobecná geologie prof. Radima Kettnera.
Byla podnájemnicí Ely Švabinské, první ženy malíře Maxe Švabinského, která kolem sebe sdružovala osobnosti odboje a poskytovala azyl uprchlým německým antifašistům. V únoru 1942 Švabinskou i Vavřínovou zatklo gestapo. Milada Vavřínová byla do konce války vězněna a prošla koncentračními tábory v Terezíně, Ravensbrücku a Neubrandenburgu.
Po válce si dokončila univerzitní vzdělání a jako první doktorka geologie v Československu se vrátila ke své práci v Ústředním ústavu geologickém. Z politických důvodů pak byla přeložena na KNV v Ústí nad Labem, kde byla formálně krajským geologem, ale působila jako referentka pro stabilitu základové půdy a prováděla znalecké geologické posudky. Taktéž byla konzultantkou a hodnotitelkou diplomových prací.
V srpnu 1968 se v Praze zúčastnila Mezinárodního geologického kongresu, který však přerušil vpád sovětských vojsk. Nastalou situaci ve svém článku v Průboji pobouřeně odsoudila, načež byla vyzvána k sepsání omluvy a odvolání svých názorů. To však odmítla, a tak byla v roce 1971 donucena k odchodu do důchodu.
V nečinnosti vydržela pouhé dva roky a v roce 1973 začala působit v Okresním vlastivědném muzeu v Trmicích, kde pracovala na uspořádání historicky cenné kolekce hornin a nerostů z prvního geologického mapování Českého středohoří, které proběhlo v letech 1891–1930 a jež vedl známý geolog Josef Emanuel Hibsch. Konkrétně zde třídila, překládala do češtiny a upravovala sbírky, které zde od roku 1914 ležely ladem. Jednalo se přitom o více než 20 000 exemplářů. Organizovala i výstavy z oboru geologie a dařilo se jí také získávat pro sbírku nové přírůstky.
Během turistické sezóny také působila ve skanzenu v Zubrnicích, kde pečovala o tzv. babiččinu zahrádku s léčivými bylinami a kořením. Zahraničním návštěvníkům skanzenu rovněž poskytovala výklady v němčině a francouzštině. Vystupovala aktivně v otázce ochrany krajiny a usilovala o popularizaci geologie. Stala se autorkou řady článků ve svém oboru.